# Mountainbikeland Schweiz

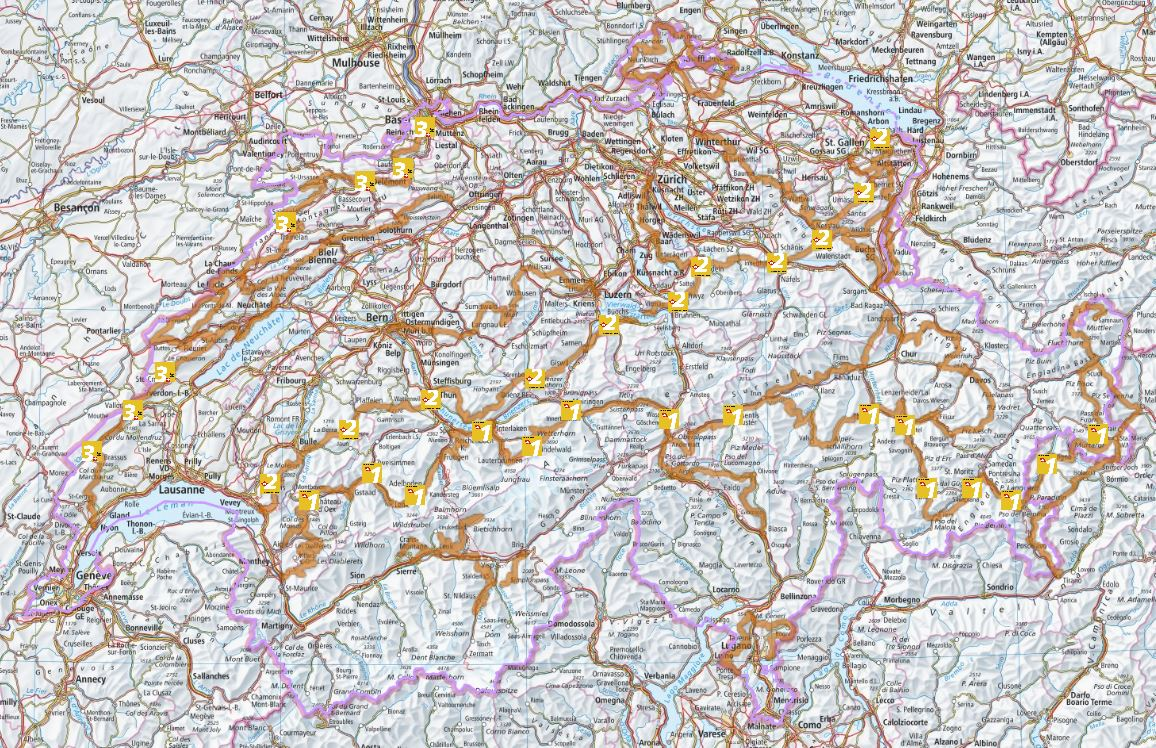
Routen von Mountainbikeland Schweiz, nationale Routen mit Nummern

Das Mountainbikeland Schweiz ist ein Netz von Fahrradrouten in der Schweiz, das auch Teil des Netzwerkes SchweizMobil ist. Die Mountainbikewege, welche in nationale, regionale und lokale Routen unterteilt sind, verlaufen quer durch die Schweiz. Umgesetzt wird das Projekt seit Anfang 2008.

## Nationale Mountainbikerouten
Nationale Routen sind längere Routen, bei welchen man mehrere Etappen zurücklegt.
- 1 Alpine Bike: Scuol – Aigle, 670 km (330 km Naturbelag)
- 2 Panorama Bike: Rorschach – Montreux, 450 km (135 km Naturbelag)
- 3 Jura Bike: Basel – Nyon, 365 km (170 km Naturbelag)

## Regionale Mountainbikerouten
Regionale Routen sind kürzere Routen, welche in ein bis zwei Etappen zurückzulegen sind. Es gibt insgesamt 14 regionale (zweistellige) Mountainbikerouten. Siehe Liste der Mountainbikerouten in der Schweiz.

## Lokale Mountainbikerouten

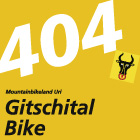

Es gibt 261 lokale (dreistellige) Mountainbikerouten; ein Beispiel ist die Route «404 Gitschital Bike» von Altdorf (Bahnhof) ins Gitschital und zurück, 24 Kilometer (3 km Naturbelag).

## Beschilderung

Signalisation für Routen im Velo- bzw. Mountainbikeland Schweiz. Das erste Logo steht für eine nationale Veloroute, das zweite für eine regionale Mountainbikeroute.

Den Mountainbikerouten ist jeweils eine Nummer zugeteilt. Nationale Routen sind dabei einstellig, regionale Routen zweistellig und lokale dreistellig bezeichnet. Alle Wege haben eine Beschilderung. Direkt nach der Nummer ist ein Mountainbike abgebildet. Die danach aufgelisteten Orte sind jeweils das Etappenziel (oben) und das Zwischenziel (unten). Ebenfalls angegeben sind die noch zu fahrenden Kilometer.